# Горсткино (Московская область)
Горсткино — деревня в Лотошинском районе Московской области России.
Относится к городскому поселению Лотошино, до реформы 2006 года относилась к Михалёвскому сельскому округу. Население — 13 чел. (2010).

## География
Расположена в южной части городского поселения, примерно в 6 км к югу от районного центра — посёлка городского типа Лотошино, на правом берегу реки Лоби, впадающей в Шошу. Соседние населённые пункты — деревни Володино, Кульпино, Тереховка, а также Агнищево сельского поселения Ошейкинское. Автобусное сообщение с райцентром.

## Исторические сведения
В «Списке населённых мест» 1862 года Горсткино — казённая деревня 2-го стана Волоколамского уезда Московской губернии по правую сторону Зубцовского тракта, при реке Лоби, в 27 верстах от уездного города, с 28 дворами и 185 жителями (96 мужчин, 89 женщин).
До 1924 года входила в состав Кульпинской волости, а после её упразднения — в состав вновь образованной Раменской волости.
По материалам Всесоюзной переписи населения 1926 года деревня относилась к Агнищевскому сельсовету, в ней проживало 226 человек (94 мужчины, 132 женщины), насчитывалось 41 крестьянское хозяйство.
С 1929 года — населённый пункт в составе Лотошинского района Московской области.

## Население
| 1852 | 1859 | 1926 | 2002 | 2006 | 2010 |
| ---- | ---- | ---- | ---- | ---- | ---- |
| 183  | ↗185 | ↗226 | ↘28  | ↘11  | ↗13  |